# Tore Lund
Tore Lund, född den 28 februari 1960, är en svensk journalist. 
Han arbetade på GT och Expressen mellan 1984 och 2014, och har gjort sig känd som krönikör och sportchef. Tore Lund har tidigare arbetat som GT:s recensent av hårdrock. 
Han är också uppmärksammad för att ha gjort den sista intervjun med musikikonen Frank Zappa – intervjun gjordes i augusti 1993, bara fyra månader innan Zappas död, och finns tillsammans med en tidigare intervju publicerad på planetzappa.com. 